# Corydoras pygmaeus
Corydoras pygmaeus Knaack, 1966 è un pesce d'acqua dolce appartenente alla famiglia Callichthyidae.

## Distribuzione e habitat
Proviene dai torrenti delle foreste brasiliane, in particolare dall'ovest del bacino del fiume Madeira. Vive in zone ricche di vegetazione acquatica.

## Descrizione
Questa specie è di dimensioni molto piccole, infatti la lunghezza massima registrata è di 2,1 cm. La colorazione è pallida, quasi trasparente sul ventre; sono presenti due striature scure, una a metà del corpo che passa dall'occhio e termina sul peduncolo caudale e una più corta sul ventre. Le pinne sono trasparenti.

## Biologia

### Comportamento
Vive in gruppi e a differenza della maggior parte dei Corydoras non trascorre quasi tutto il suo tempo sul fondale. È molto attivo al crepuscolo.

### Riproduzione
Come gli altri Corydoras, si riproduce in zone con corrente abbastanza intensa. Le uova, fino a 100, vengono fecondate mentre si trovano tra le pinne ventrali della femmina.

## Acquariofilia
Può essere allevato in acquario con pesci non di grandi dimensioni. Si riproduce in cattività. In commercio si trova, come Corydoras hastatus e Corydoras habrosus, con il nome comune "corydoras nano".